# Robin Big Snake
Robin Leslie Big Snake (né le 10 avril 1984 à Siksika 146 dans la province de l'Alberta au Canada) est un joueur professionnel canadien de hockey sur glace. Il fait partie de la nation nord-amérindienne des Siksikas de la Confédération des Pieds-Noirs.

## Carrière de joueur
Il commença sa carrière avec les Giants de Vancouver de la Ligue de hockey de l'Ouest. Il y joua quelques saisons avec diverses équipes avant de terminer sa carrière junior dans la Ligue de hockey de l'Ontario avec l'Attack d'Owen Sound. La saison 2005-2006 marqua ses débuts professionnels, il joua alors avec les IceHogs de Rockford de l'United Hockey League. Il mérita aussi un rappel avec les Admirals de Milwaukee de la Ligue américaine de hockey pour quelques parties. La saison suivante ressembla à la précédente, il s'aligna avec les deux mêmes clubs.
En août 2008, il signe avec un club de l'East Coast Hockey League, soit les Jackals d'Elmira.

## Statistiques
Pour les significations des abréviations, voir Statistiques du hockey sur glace.
| Saison    | Équipe                           | Ligue |    | Saison régulière | Saison régulière | Saison régulière | Saison régulière | Saison régulière |   | Séries éliminatoires | Séries éliminatoires | Séries éliminatoires | Séries éliminatoires | Séries éliminatoires |
| Saison    | Équipe                           | Ligue | PJ | B                | A                | Pts              | Pun              | PJ               | B | A                    | Pts                  | Pun                  |                      |                      |
| 2001-2002 | Giants de Vancouver              | LHOu  | 66 | 5                | 11               | 16               | 225              | -                | - | -                    | -                    | -                    |                      |                      |
| 2002-2003 | Giants de Vancouver              | LHOu  | 19 | 1                | 5                | 6                | 50               | -                | - | -                    | -                    | -                    |                      |                      |
| 2002-2003 | Warriors de Moose Jaw            | LHOu  | 18 | 0                | 2                | 2                | 40               | -                | - | -                    | -                    | -                    |                      |                      |
| 2003-2004 | Winterhawks de Portland          | LHOu  | 54 | 12               | 12               | 24               | 230              | 5                | 2 | 1                    | 3                    | 6                    |                      |                      |
| 2004-2005 | Winterhawks de Portland          | LHOu  | 2  | 0                | 0                | 0                | 7                | -                | - | -                    | -                    | -                    |                      |                      |
| 2004-2005 | Attack d'Owen Sound              | LHO   | 48 | 20               | 15               | 35               | 160              | 5                | 2 | 0                    | 2                    | 11                   |                      |                      |
| 2005-2006 | IceHogs de Rockford              | UHL   | 66 | 27               | 19               | 46               | 423              | 9                | 3 | 2                    | 5                    | 64                   |                      |                      |
| 2005-2006 | Admirals de Milwaukee            | LAH   | 2  | 0                | 0                | 0                | 4                | -                | - | -                    | -                    | -                    |                      |                      |
| 2006-2007 | IceHogs de Rockford              | UHL   | 67 | 17               | 25               | 42               | 330              | -                | - | -                    | -                    | -                    |                      |                      |
| 2006-2007 | Admirals de Milwaukee            | LAH   | 1  | 0                | 0                | 0                | 2                | -                | - | -                    | -                    | -                    |                      |                      |
| 2007-2008 | Brahmas du Texas                 | LCH   | 25 | 1                | 7                | 8                | 208              | -                | - | -                    | -                    | -                    |                      |                      |
| 2007-2008 | Killer Bees de Rio Grande Valley | LCH   | 25 | 4                | 11               | 15               | 142              | -                | - | -                    | -                    | -                    |                      |                      |
| 2009-2010 | Lumberjacks de Muskegon          | LIH   | 18 | 1                | 3                | 4                | 92               | -                | - | -                    | -                    | -                    |                      |                      |